# Weinberge in Hausweingart und Amtmann (Heilbronn-Klingenberg)

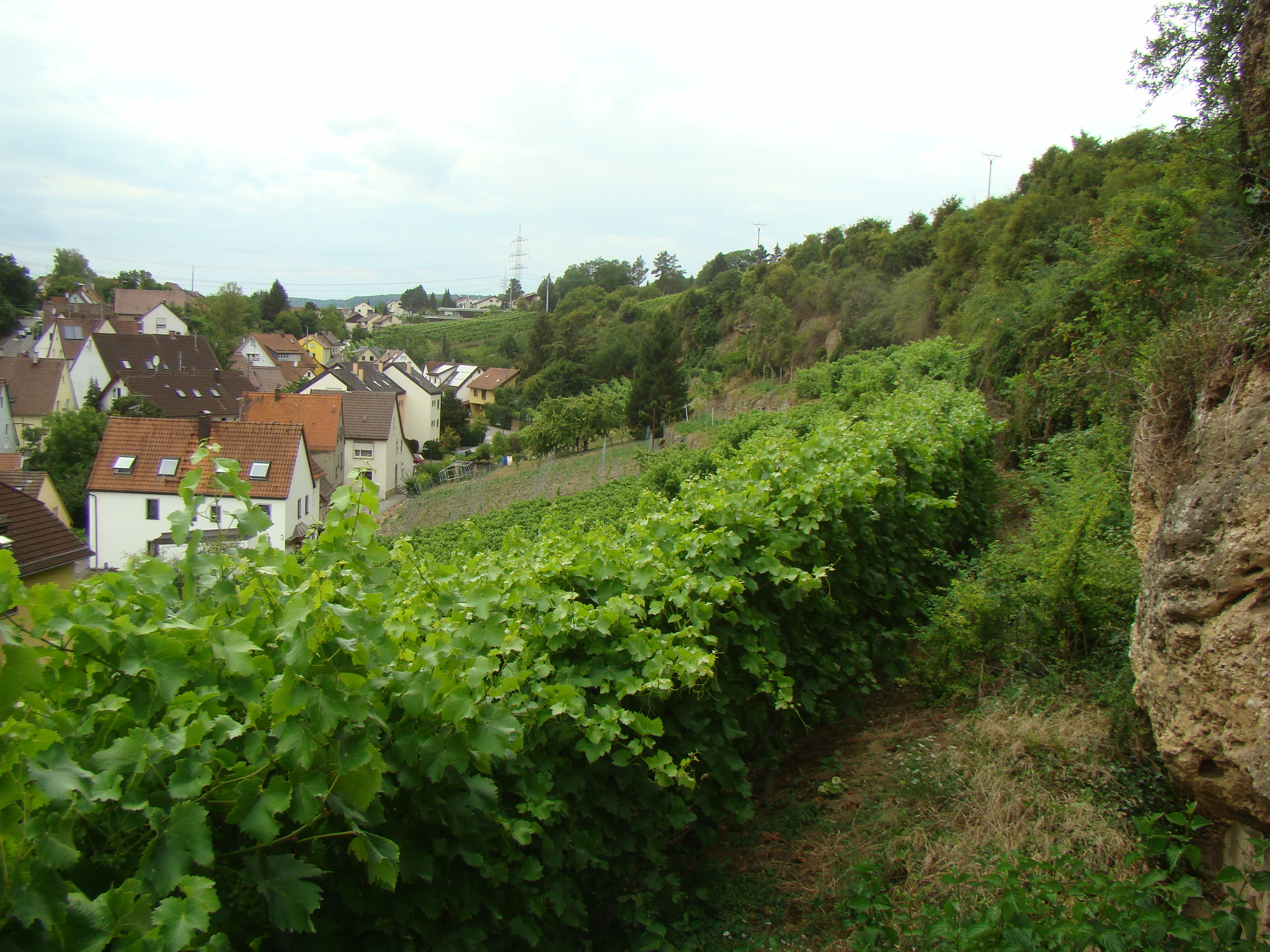
Blick von den Weinbergen im Hausweingart auf das Unterdorf von Klingenberg

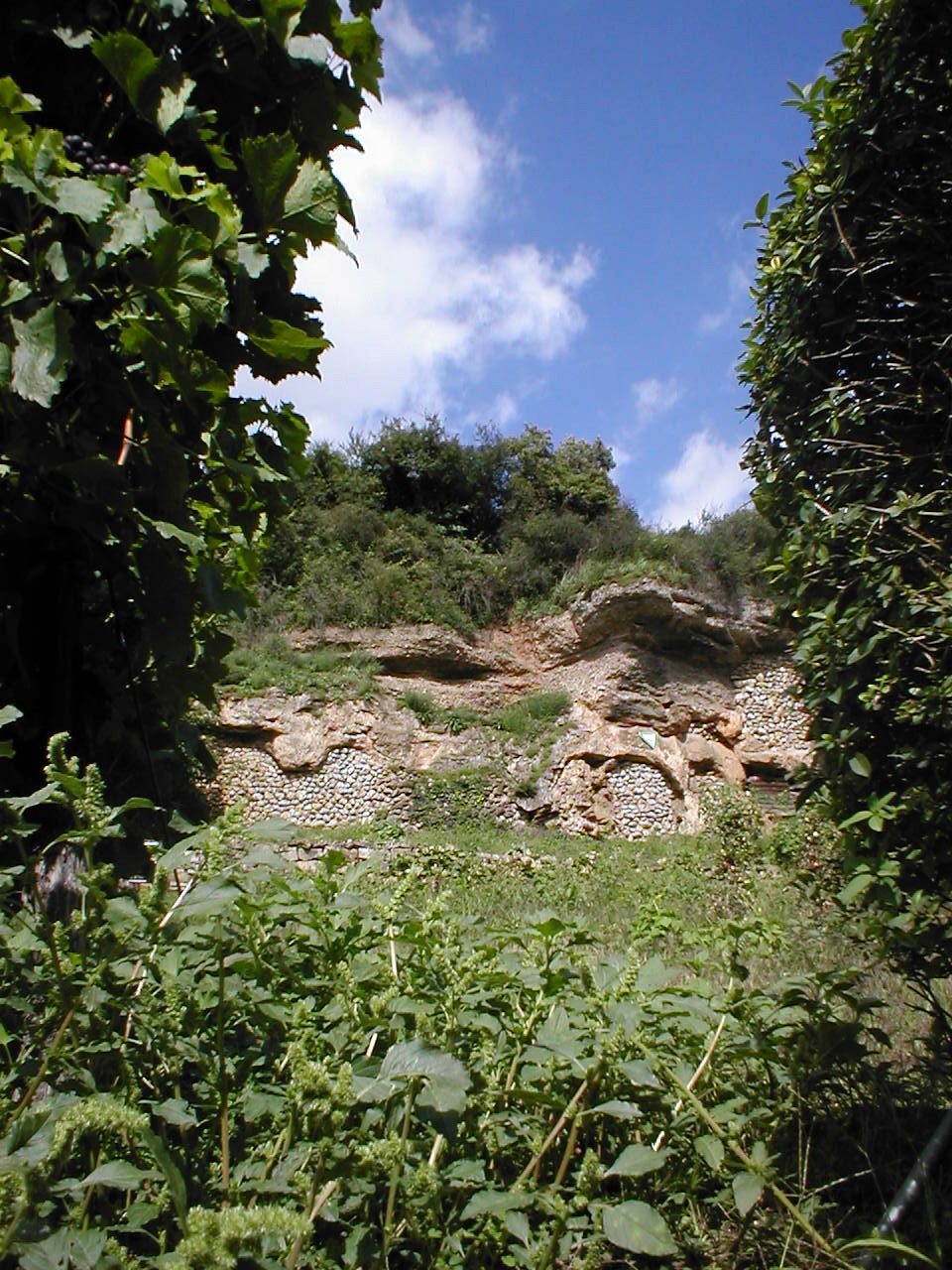
Markante stabilisierte Felskanten

Die Weinberge im Hausweingart und Amtmann in Heilbronn-Klingenberg sind denkmalgeschützte Weinberg-Anlagen.
Die am nördlichen Ortsrand von Klingenberg oberhalb des in der Klinge (im Tal) liegenden Ortskerns gelegenen Weinberge sind die letzten nicht flurbereinigten Weinberge auf dem Gebiet der Stadt Heilbronn. Sie dokumentieren mit Terrassenstützmauern und Naturstein-Treppenaufgängen die historische Weinbergstruktur. Weinbau war bis in die jüngere Vergangenheit neben der Landwirtschaft die Haupterwerbsquelle der Einwohner Klingenbergs.